# Óscar Baylón Chacón
Oscar Baylón Chacón (Chihuahua, Chihuahua; 1929-Tijuana, Baja California; 10 de agosto de 2020) fue un agrónomo y político mexicano, miembro del Partido Revolucionario Institucional que fue Senador de la República y Gobernador de Baja California.
Oscar Baylón Chacón fue ingeniero agrónomo egresado de la Escuela Superior de Agricultura Hermanos Escobar de Ciudad Juárez. Desde su egreso se trasladó a Baja California, donde inició una carrera política que lo llevó a ser director de Obras del Territorio, presidente municipal de Tecate de 1959 a 1962, director de Catastro, diputado al Congreso de Baja California de 1965 a 1968 y oficial mayor del Gobierno del Estado.
En 1976 fue elegido Senador de la República cargo que desempeñó hasta 1982 y el 6 de enero de 1989 fue designado Gobernador de Baja California para sustituir a Xicoténcatl Leyva Mortera, durante los 9 meses de su administración concluyó principalmente obras hidráulicas para mejorar el abasto de agua de las principales ciudades del estado.
En junio de 2020 fue víctima de una embolia, misma que lo tuvo en mal estado hasta su fallecimiento acaecido el 10 de agosto de 2020.